# أنطون صالحاني اليسوعي
أنطون بن عبد الله الصالحاني الدمشقي (6 أغسطس 1847 - 1941) كان كاهنًا يسوعيًا، باحثًا، محققًا، ناقدًا، صحفيًا، ومربيًا. وُلد في دمشق، سوريا، وكان من أبرز الشخصيات في الأدب العربي وتاريخه.

## النشأة والتعليم
وُلد أنطون بن عبد الله الصالحاني في دمشق في 6 أغسطس 1847. تلقى تعليمه الأولي في مدرسة طائفته السريانية الكاثوليكية. في سن الثالثة عشرة، نجا من الفتنة الطائفية التي وقعت في 9 يوليو 1860، والتي كان والده أحد ضحاياها. بعد ذلك، أرسله المطران يعقوب حلياني إلى بيروت حيث التحق بمدرسة الآباء اليسوعيين، ثم انتقل إلى مدرسة غزير في لبنان لدراسة اللغات العربية، الفرنسية، اللاتينية، وبعض مبادئ اليونانية.

## الحياة المهنية
في عام 1880، نال أنطون درجة الكهنوتية بعد إقامته لمدة سنتين في دير كارمون بفرنسا. عمل في مصر لمدة أربع سنوات، ثم سافر إلى إنجلترا حيث درس اللغة الإنجليزية لمدة سنة. عاد إلى بيروت وتولى تدريس الخطابة وإدارة المدارس العربية في كلية القديس يوسف. كما تولى إدارة جريدة “البشير” ورئاسة تحريرها، حيث أظهر جرأة وإقدامًا في خدمة الصحافة.

## المؤلفات
أنطون بن عبد الله الصالحاني كان نشيطًا في مجال الأدب والمعارف العربية. من أبرز مؤلفاته:
- تاريخ مختصر الدول لابن العبري
- ألف ليلة وليلة في خمسة أجزاء
- رنات المثالث والمثاني في روايات الأغاني في جزأين[2]
- ديوان الأخطل نشرة أنطون اليسوعي ١٨٩١م في خمسة أجزاء[3]
- التوفيق بين السنين المسيحية والهجرية
- الطلاق عند المسيحيين
- نقائض جرير والفرزدق

## الوفاة
توفي أنطون بن عبد الله الصالحاني في عام 1941 عن عمر يناهز 94 عامًا.